# Ar-Raschidiya
Koordinaten: 33° 14′ 12″ N, 35° 13′ 5″ O

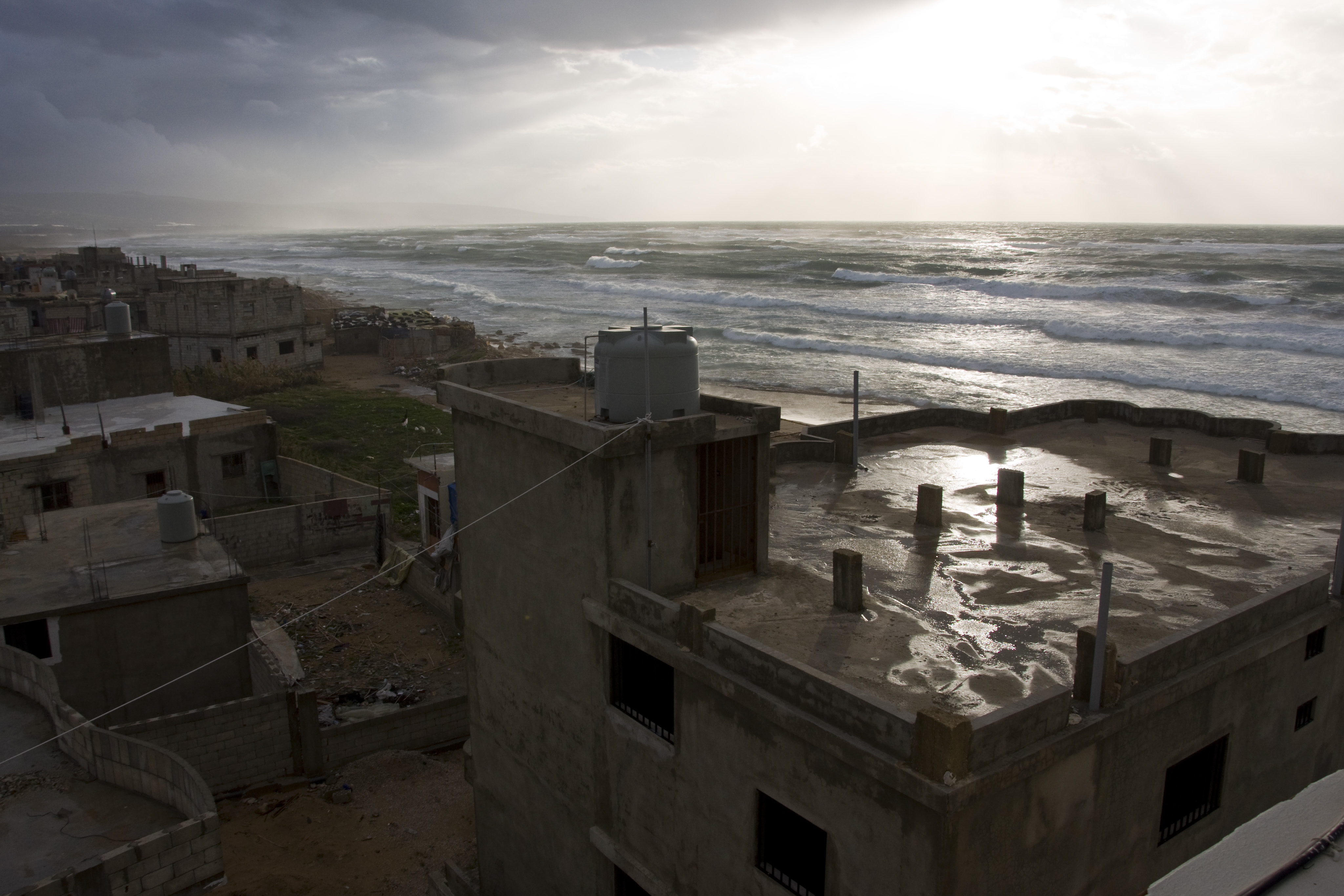
Direkt am Strand erbaute Häuser in Rashidieh (2009)

Ar-Raschidiya (arabisch الرشيدية, auch Rashidieh) ist eines von zwölf offiziellen Lagern für palästinensische Flüchtlinge im Libanon und unter diesen dasjenige mit der zweitgrößten Bevölkerungszahl. Es liegt an der Mittelmeerküste rund 5 km südlich der südlibanesischen Stadt Tyros.

## Geschichte des Standorts

### Urgeschichte
Nach Angaben von Ali Badawi, dem langjährigen Chefarchäologen für den Südlibanon, ist davon auszugehen, dass die Standorte der heutigen Dörfer im Umland von Tyros bereits in den urgeschichtlichen Zeiten der Jungsteinzeit um 5.000 v. Chr. besiedelt waren, insbesondere die fruchtbare Gegend von Ras al-Ain direkt neben Tell El-Rashidieh ("Hügel von Rashidieh").

### Altertum

#### Phönizien
BT LB' (Haus von LB')

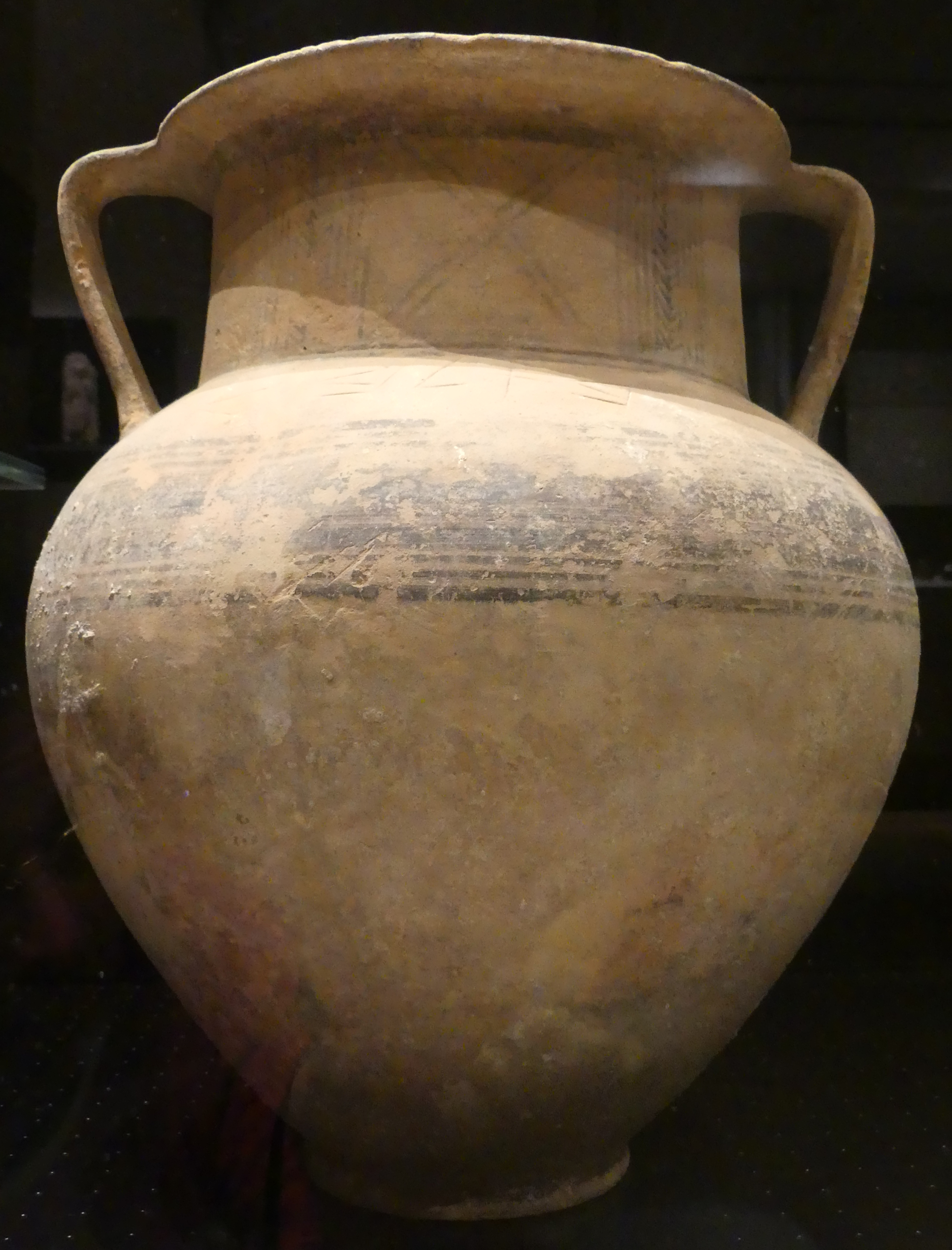
Graburne aus Rashidieh mit phönizischer InschriftBT LB (Haus von LB')(ausgestellt im Nationalmuseum Beirut)

Weite Teile der Geschichtsforschung nehmen an, dass die Gegend des heutigen Rashidieh ursprünglich der Standort der Stadt Uschu (auch als Ushu, Usu oder Uzu transkribiert) war, die um das Jahr 2750 v. Chr. als ummauerte Siedlung entstand. Sie wurde später Palaetyrus (auch als Palaityros oder Palaeotyros transkribiert) genannt, was auf Altgriechisch "Alt-Tyros" bedeutete, und stellte die Lebensader für die auf den vorgelagerten Inseln erbaute Zwillingsstadt Tyros dar. Die dichtbevölkerte Inselfestung wurde so vom Festland aus nicht nur mit Frischwasser, landwirtschaftlichen Erzeugnissen sowie Bau- und Brennholz versorgt, sondern auch mit Murex-Meeresschnecken. Diese waren die Grundlage für die industrielle Gewinnung des in der antiken Welt begehrten Purpur-Farbstoffs, der über Jahrtausende die Grundlage für den Reichtum von Tyros war.
Einer der Hauptgründe, den Standort von Uschu bzw. Palaetyrus in der Gegend des heutigen Rashidieh anzusetzen, ist die Beschreibung des antiken griechischen Geschichtsschreibers und Geographen Strabon, der Tyros selber besuchte.
Spätere Gelehrte bezeichneten die Quellen von Ras al-Ain als die "Zisternen von Salomon". Demnach ließ der legendäre Herrscher des vereinigten Königreichs Israel die Wasserspeicher für seinen engen Verbündeten Hiram I. erbauen, den ähnlich legendären König von Tyros.
Bis heute hat es in Rashidieh nur sehr wenige archaeologische Ausgrabungen gegeben. In den Sammlungen des Nationalmuseums Beirut finden sich dennoch einige Artefakte, die dort gefunden wurden. Darunter befinden sich etwa eine Amphore mit phönizischen Inschriften aus der Eisenzeit II und eine Bestattungsurne, die auf 775 bis 750 v. Chr. datiert wird. Sie war ein Import aus Zypern und ist Beleg dafür, dass das heutige Rashidieh auch als Necropole genutzt wurde.
Uschu bzw. Palaetyrus erlitt offenbar große Schäden, als der assyrische König Salmanassar die Zwillingsstadt in den 720er Jahren belagern ließ. Weitere Zerstörungen richteten die Truppen des neubabylonischen Königs Nebukadnezar II. an, der von 586 bis 573 v. Chr. eine Blockade um Tyros anlegen ließ.

#### Hellenismus

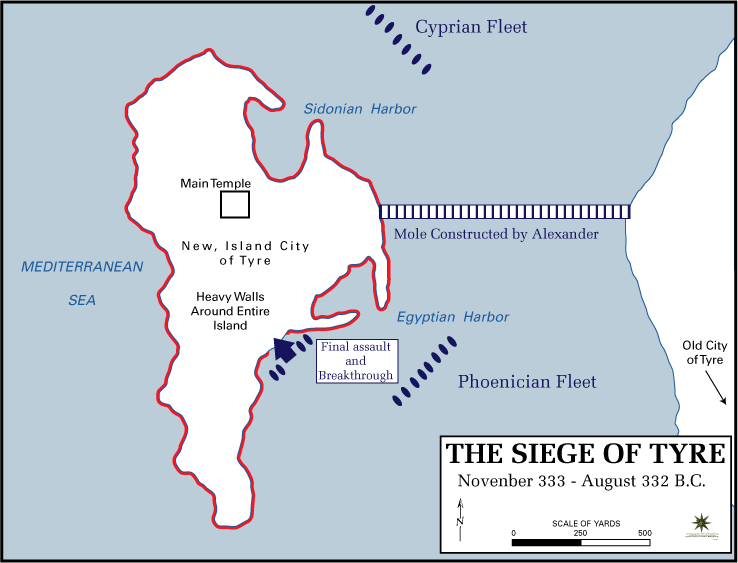
Illustration der Belagerung, die "Old Tyre" bei Rashidieh verortet

Als Alexander der Große 332 v. Chr. vor den Toren von Tyros stand, erhob er den antiken Quellen zufolge die Forderung, dem tyrischen Hauptgott Melkart in seinem Tempel auf der Insel ein Opfer zu bringen. Die tyrische Regierung habe dies jedoch abgelehnt und Alexander stattdessen vorgeschlagen, das Ritual in einem Tempel auf dem Festland  – in Uschu bzw. Palaetyrus – zu vollführen. Alexander habe demnach aus Wut über die Absage wie auch über die Bündnistreue der Stadt zu Dareios I., dem  Großkönig des persischen Achämenidenreichs, die Belagerung von Tyros befohlen, obwohl die Stadt als uneinnehmbar galt. Tatsächlich gelang der Armee des makedonischen Feldherrn die Eroberung der Stadt nach sieben Monaten, in denen sie die alte Stadt auf dem Festland zerstörte und mit den Steinen ihrer Gebäude eine Landbrücke zur Insel anlegte. Dieser Damm wurde über die Jahrhunderte durch Sedimentablagerungen zu einem immer breiteren Tombolo, weshalb die einstige Insel auch heute noch eine Halbinsel ist – auf den Fundamenten von Schutt und Trümmern aus Uschu / Palaetyrus.

#### Römisches Reich (64 v. Chr. – 395 n. Chr.)
Im Jahr 64 v. Chr. wurde das Gebiet des damaligen Syriens  eine Provinz des Weltreiches der späten Römischen Republik, die selber im Begriff war, in die Römische Kaiserzeit überzugehen. Tyros durfte dabei als civitas foederata einen gewissen Grad an Unabhängigkeit behalten. Unter römischer Herrschaft wurden in Ras al-Ain große Wassersammelbecken und ein Aquädukt gebaut, mit dem das Trinkwasser nach Tyros geleitet wurde. Zur gleichen Zeit wurde das Gebiet von Rashidieh offenbar weiterhin auch für Bestattungen genutzt. 1940 wurde zufällig ein Sarkophag aus Marmor ausgegraben, der aus dem ersten oder zweiten nachchristlichen Jahrhundert stammt und im Nationalmuseum Beirut ausgestellt wird.

#### Byzantinische Herrschaft (395 bis 640)
395 wurde Tyros Teil des Byzantinischen Reiches und prosperierte weiter. Nach Angaben des spätantiken Kirchenhistorikers Euagrios Scholastikos (536-596) hieß der Hügel des heutigen Rashidieh damals Sinde und wurde von einem Einsiedler namens Zozyma bewohnt.
Im Laufe des 6. Jahrhunderts, beginnend im Jahr 502, erschütterte eine Reihe von Erdbeben die Gegend von Tyros. Das schlimmste war das Beirut-Beben von 551, das von einem Tsunami begleitet wurde. Dieser zerstörte offenbar auch die bis dahin verbliebenen Strukturen im Gebiet des heutigen Rashidieh. Darüber hinaus litt die Bevölkerung von Tyros und seinem Umland im 6. Jahrhundert zunehmend unter dem politischen Chaos, das ausbrach, als das byzantinische Reich durch Kriege auseinandergerissen wurde.
Die oströmische Zeit dauerte bis zum Ende des 6. Jahrhunderts, als die Truppen von Chosrau II., dem Großkönig der Sassaniden, Tyros eroberten. Nach seinem Tod 628 konnten die byzantinischen Herrscher das Gebiet zwar noch einmal wiedergewinnen, allerdings nur für wenige Jahre: 640 eroberten arabische Kräfte aus dem Raschidun-Kalifat die gesamte Levante.

### Mittelalter

#### Frühe islamische Herrschaft (640 bis 1124)
Als die Vorkämpfer des Islams nach Jahrzehnten der Instabilität Frieden und Ordnung wiederhergestellt hatten, blühte Tyros bald wieder auf und prosperierte auch in dem folgenden halben Jahrtausend der Kalifatsherrschaft, wobei die Stadt nach den Verwüstungen durch die Erdbeben des 6. Jahrhunderts flächenmäßig auf einen Teil der alten Insel reduziert blieb.
Die Zeit des Raschidun-Kailfats dauerte nur bis 661 an. Es folgten das Kalifat der Umayyaden, ab 750 das der Abbasiden und ab 909 das ismailitischen Gegenkalifat der Fatimiden. Mit der Ausbreitung des Islams über die Jahrhunderte wurde Arabisch zur wichtigsten Verwaltungssprache und löste damit nach rund einem Jahrtausend Griechisch ab.
Im Jahr 1096 wendete Tyros einen Angriff der auf Jerusalem vorrückenden Kreuzritter ab, indem es Tribut an sie zahlte. Trotzdem begann Köng Balduin I. von Jerusalem Ende 1111 eine Belagerung der Stadt, so dass das Gebiet des heutigen Rashidieh unter fränkische Herrschaft geriet. Tyros stellte sich daraufhin unter den Schutz des Seldschukengenerals Tughtigin. Er griff mit fatimidischer Unterstützung in den Konflikt ein und zwang die Balduins Armee im April 1112, die Belagerung aufzuheben, nachdem das Kreuzritter-Heer Verluste von rund 2.000 Soldaten hatte hinnehmen müssen. Ein Jahrzehnt später verkauften die Fatimiden Tyros an Tughtigin, der dort eine Garnison errichtete.

#### Kreuzfahrerherrschaft (1124 bis 1291)
Am 7. Juli 1124 war Tyros im Gefolge des Ersten Kreuzzuges die letzte Stadt in der Region, die von den christlichen Kriegern – einem fränkischen Heer an Land und einer venezianischen Flotte von der See aus – eingenommen wurde. Vorausgegangen war eine Belagerung von fünfeinhalb Monaten, während derer die Bevölkerung unter großem Hunger litt. Schließlich handelte Seltschukengeneral Tughtigin (siehe oben) mit den Vertretern des Königreichs Jerusalem die Bedingungen aus, unter denen die Belagerten ihren Widerstand gegen die Eroberer aus dem Abendland aufgaben. Zum einen durften diejenigen, die die Stadt verlassen wollten, dies mit ihrem Hab und Gut tun. Zum anderen wurde denjenigen, die bleiben wollten, ihr Besitz garantiert.
Unter den neuen Herrschern wurden Tyros und die angrenzenden Ländereien gemäß Pactum Warmundi aufgeteilt: zwei Drittel gehörten zur Krondomäne Balduins und ein Drittel ging als autonome Handelskolonien an die italienischen Stadtstaaten, hauptsächlich an den Dogen von Venedig. Dieser hatte ein besonderes Interesse daran, tyrischen Quarzsand für die venezianischen Glasbläser zu erhalten, wie auch an den Zuckerrohrplantagen auf dem Festland. Deshalb ist davon auszugehen, dass auch das Gebiet des heutigen Rashidieh mit seinen Sandstränden in die venezianische Interessensphäre fiel. Weitere Handelskolonien gehörten Genua  und Pisa.
Der quasi-exterritoriale Status der venezianischen Handelskolonie erodierte allerdings von Beginn an stetig. 1257 – ein Jahr nach dem Beginn des Krieges von St. Sabas zwischen den Seerepubliken Genua und Venedig um die Kontrolle über Akkon – wies dann Philipp von Montfort als Herr von Tyros die Venezianer ganz aus.
1270 schloss Johann von Montfort einen Vertrag mit dem Mameluken-Sultan Baibars I. ab und trat ihm die Kontrolle über fünf Dörfer ab, darunter womöglich auch das Gebiet des heutigen Rashidieh.

#### Mamelukenherrschaft (1291 bis 1516)
Am 19. Mai 1291 nahmen Truppen des Mameluken-Sultans Al-Malik al-Aschraf Salah ad-Din Chalil, einem Nachfolger Baibars aus der Bahri-Dynastie, Tyros ein. Offenbar hatte zuvor die gesamte Bevölkerung die Stadt auf Schiffen an dem Tag evakuiert, als Akkon nach zwei Monaten Belagerung als eine der letzten Kreuzfahrerhochburgen gefallen war. Die neuen Herrscher fanden Tyros daher so gut wie menschenleer vor. Chalil ließ die Befestigungsanlagen einreißen, um eine Rückkehr der Franken zu verhindern.  In der Folge wurden Tyros und sein Umland  – einschließlich des heutigen Rashidieh –  von Akkon aus regiert und somit Teil von Palästina.
Die traditionelle Glasindustrie in Tyros führte in der frühen Phase der Mamelukenherrschaft ihre Produktion kunstvoller Gegenstände fort, so dass das Gebiet des heutigen Rashidieh mit seinen an Quarzsand reichen Stränden seine Bedeutung behielt.

### Moderne

#### Osmanisches Reich (1516 bis 1918)
Das Osmanische Reich eroberte die Levante im Jahr 1516, aber dennoch blieben Tyros und sein Umland bis zum Ende des 16. Jahrhunderts praktisch verwaist. Dies änderte sich erst am Anfang des 17. Jahrhunderts, als die osmanische Führung an der Hohen Pforte den aus der Maan-Familie stammenden Drusen-Anführer Fachr ad-Dīn II. zum Emir ernannte und ihm die Verwaltung über das Gebiet von Dschabal ʿAmil – den heutigen Südlibanon – und Galiläa übertrug. Fachr ad-Din förderte außerdem die Ansiedlung von Schiiten und Christen östlich von Tyros, um die Straßenverbindung nach Damaskus abzusichern. Damit legte er die Grundlagen für die demographischen Entwicklungen, die Tyros und sein Umland bis heute entscheidend geprägt haben. Die Entwicklung der Region geriet allerdings ins Stocken, nachdem Sultan Murad IV. den Emir 1635 hinrichten ließ, um seine politischen Ambitionen zu stoppen.
Es ist unklar, wie sich das Gebiet von Rashidieh in den folgenden 200 Jahren entwickelte. Bekannt ist nur, dass es während dieser Zeit Tell Habish (auch als Habesh transkribiert) genannt wurde: der "Hügel von Habish".

#### Französisches Mandatsgebiet Großlibanon (1920 bis 1943)
Das heutige Lager besteht aus einem alten und einem neuen Teil. Der alte Teil wurde um 1936 für armenische Flüchtlinge gebaut:
Bereits zu Beginn der 1920er Jahre kamen wie an vielen Orten der Levante auch in Tyros die ersten Überlebenden des Völkermordes an den Armeniern an, die meisten von ihnen per Boot. 1926 wurde im Quellgebiet von Ras al-Ain bei Rashidieh ein landwirtschaftliches Projekt für die Geflüchteten gegründet, das allerdings bald scheiterte, zum einen wegen Streitigkeiten zwischen Geflüchteten, die aus unterschiedlichen Regionen stammten, und zum anderen wegen Konflikten mit den einheimischen Christen. Die Armenier wurden daher nach Beirut umgesiedelt.  Zwei Jahre später eröffnete die Armenische Allgemeine Wohltätigkeitsunion ein Büro in Tyros.
In der Folge wuchs die Zahl der Armenier dermaßen, dass die französischen Behörden Mitte der 1930er Jahre damit begannen, zwei Flüchtlingslager zu errichten. Das eine in Al Bass am nordöstlichen Zugang der tyrischen Halbinsel in einem sumpfigen Gebiet, das in antiken Zeiten als Nekropolis diente. Das andere in Rashidieh.

##### Vichy-Regime während des Zweiten Weltkriegs
Kurz nach dem Beginn des Zweiten Weltkriegs hoben französische Soldaten, die dem Marschall Philippe Pétain loyal waren, einen Panzergraben bei Rashidieh an der nach Süden führenden Straße aus und entdeckten dabei den Marmor-Sarkophag aus dem ersten oder zweiten Jahrhundert, der heute im Nationalmuseum in Beirut ausgestellt ist.
Mitte 1941 begann die Verbände für ein freies Frankreich (Forces fr. libres) (FFL) zusammen mit britischen Truppen den Syrisch-Libanesischen Feldzug gegen Vichy-Frankreich in der Levante. Die Streitmacht, die im Südlibanon angriff, bestand hauptsächlich aus indischen und australischen Soldaten. Sie befreiten Tyros am 8. Juni von den Nazi-Kollaborateuren und stießen auf ihrem Vormarsch dorthin  – der über Rashidieh führte  – nur auf vereinzelten Widerstand stießen.

#### Libanesische Republik (seit 1943)
Nach der Parlamentswahl vom August 1943 löste die neue libanesische Regierung das französische Mandat im November des Jahres einseitig auf und erklärte noch im gleichen Monat die Unabhängigkeit der libanesischen Republik.

##### 1948 Nakba
Als der Staat Israel am 14. Mai 1948 ausgerufen wurde, war Tyros sogleich direkt davon betroffen: infolge der massenhaften Flucht und Vertreibung von Palästinensern – auch bekannt als Nakba – kamen alsbald Tausende von ihnen in Tyros an, oftmals per Boot. Infolge der Operation Chiram vom Oktober 1948, als die Israelischen Verteidigungsstreitkräfte (IDF) den oberen Teil Galiläas von der Arabischen Befreiungsarmee (ALA) eroberten, flohen Tausende weitere Palästinenser in den Südlibanon.
1963 eröffnete das Hilfswerk der Vereinten Nationen für Palästina-Flüchtlinge im Nahen Osten (UNRWA) ein weiteres Lager in Rashidieh neben demjenigen, das in den 1930er Jahren für die armenischen Flüchtlinge gebaut worden war. Das neue Camp bot vor allem Menschen Zuflucht, die aus Alma an Naher, Deir al-Qassi, Fara, Nahaf, Suhmata und anderen Dörfern in Palästina vertrieben worden waren und zunächst im Lager Gouraud in der Bekaa-Ebene lebten.

##### Der Sechstagekrieg von 1967
Nach dem Sechstagekrieg vom Juni 1967 suchte abermals eine große Anzahl vertriebener Palästinenser Zuflucht im Südlibanon. Im darauf folgenden Jahr verzeichnete UNRWA fast 25.000 palästinensische Flüchtlinge in den Lagern von Tyros: 3,911 in Al Bass, 7,159 in Burj El Shimali und 13,165 in Rashidieh.

##### Libanesischer Bürgerkrieg (1975 bis 1990)
Im libanesischen Bürgerkrieg war das Lager besonders zwischen 1982 und 1987 heftig umkämpft und wurde schwer beschädigt. Etwa 600 Gebäude wurden partiell oder vollständig zerstört und über 5000 Menschen wurden obdachlos. Die übrigen Gebäude benötigen eine grundlegende Sanierung.
Die meisten Gebäude verfügen zwar über Wasser, Strom und eigene Toiletten, das Lager hat jedoch keine Abwasserkanalisation. Voraussetzung für den Bau einer Kanalisation ist für die UNRWA die Möglichkeit eines Anschlusses an eine Hauptabwasserleitung. Im Jahr 2013 wurden mit 4,5 Millionen US-$, die die Kreditanstalt für Wiederaufbau KfW bereitstellte, Wohnungen und Wasserleitungen instand gesetzt.

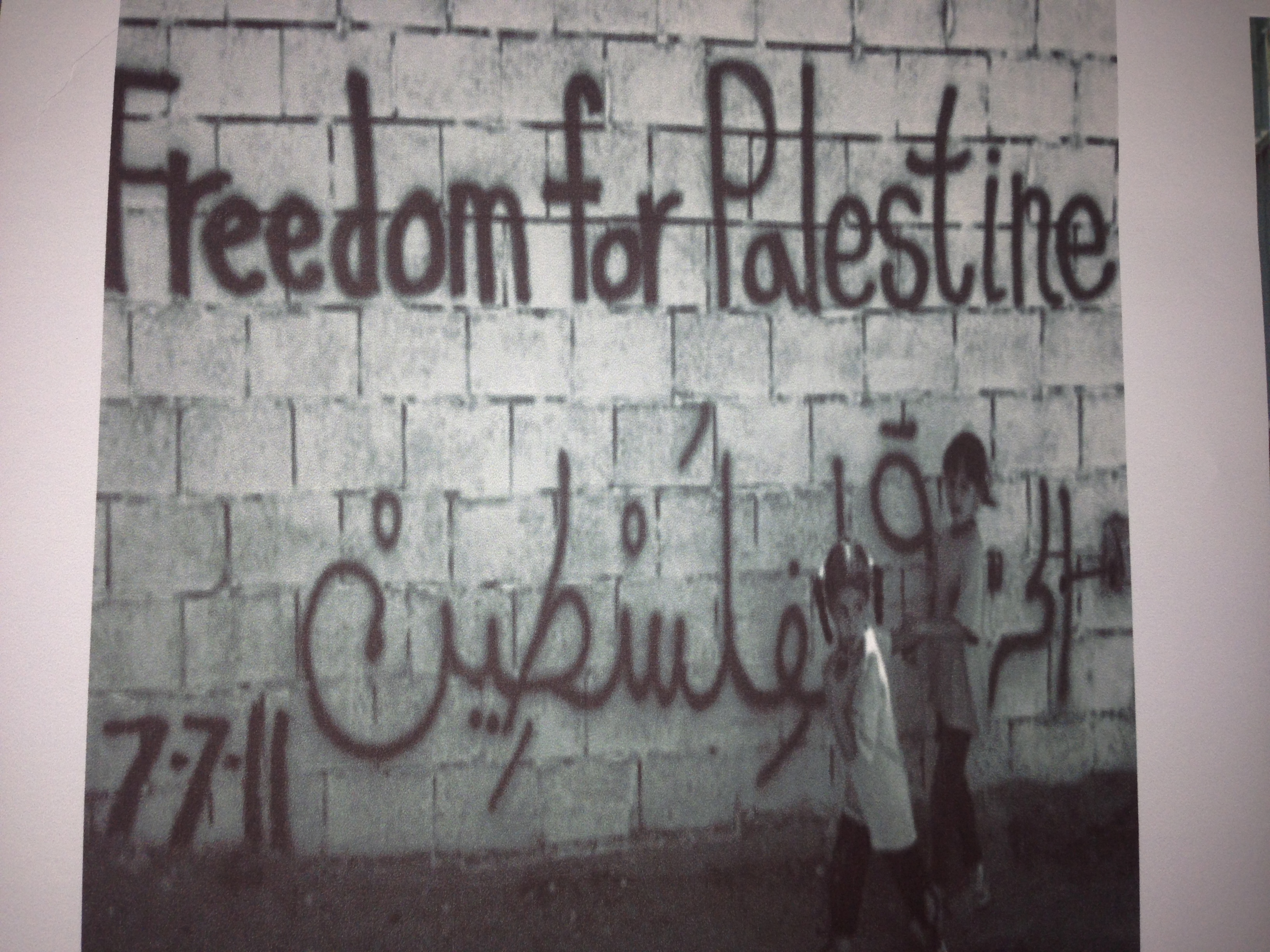
Graffiti im Kamp Raschidie

Im Lager leben mehr als 31.478 Menschen. Die Altersstruktur beträgt:
- 0  – 12 Jahre: 23 %
- 12 – 25 Jahre: 27 %
- 26 – 40 Jahre: 24 %
- 41 – 60 Jahre: 19 %
- über 60 Jahre: 9 %

Die Beschäftigungsmöglichkeiten im Lager sind begrenzt. Außerhalb des Lagers ist den Palästinensern aufgrund der libanesischen Gesetzgebung der Zugang zu vielen Berufen verwehrt, es ist ihnen auch verboten, Eigentum – wie etwa Grundbesitz – zu kaufen oder zu vererben. Die meisten Bewohner arbeiten als Saisonkräfte auf dem Bau und in der Landwirtschaft. Palästinensischen Flüchtlingen im Libanon ist die Arbeit in insgesamt 73 Berufen ganz verboten, Arbeitserlaubnisse für andere Berufe erteilen die libanesischen Behörden nur widerwillig, weil Bewerber aus anderen Staaten bevorzugt werden.
Im Lager gibt es ein Gesundheitszentrum und vier Schulen, darunter eine weiterführende Schule. Der Unterricht in den Flüchtlingslagern wird wegen Platzmangel oft im Zwei-Schicht-Betrieb durchgeführt. Die UNRWA kann nur wenige Universitätsstipendien gewähren: im Jahr 2000 waren es für alle damals 376.000 Palästinenser im Libanon nur 84. Obwohl die Gesundheitsversorgung in ar-Raschidiya besser als in anderen Lagern ist, können chronisch Kranke, Leukämie- oder Dialysepatienten oder Epileptiker nur unzureichend versorgt werden.
Politisch wird das Lager eindeutig von der Fatah kontrolliert. Ein Büro der Hamas gibt es nicht, sie genießt nur bei einem kleinen Teil der Bewohner Sympathien. Die starke Präsenz der Fatah-Bewegung war lange Zeit Garant dafür, dass es aus den aktuellen Konflikten herausgehalten werden konnte und keinen Platz bot für Kriminelle und Extremisten. Bemerkenswert ist auch die geringe Verbreitung von Waffen im Lager.